# Bernd Hadewig
Bernd Hadewig (* 2. Juli 1946 in Wedel) ist ein deutscher Politiker der FDP.

## Leben und Beruf
Nach dem Abitur studierte Hadewig Pädagogik und evangelische Theologie in Hamburg und Kiel. Von 1973 bis 1975 war er wissenschaftlicher Mitarbeiter des Bundestagsabgeordneten Uwe Ronneburger. Später war er Vorstandsmitglied des Bundes der freien Waldorfschulen und Geschäftsführer der Waldorfschule in Eckernförde.

## Partei
Hadewig trat 1967 den Jungdemokraten und der FDP bei. 1969 wurde er Kreisvorsitzender der Jungdemokraten im Kreis Pinneberg und stellvertretender Jungdemokraten-Landesvorsitzender in Schleswig-Holstein. Von 1970 bis 1972 war er stellvertretender Bundesvorsitzender der Jungdemokraten, anschließend bis 1974 zwei Jahre deren schleswig-holsteinischer Landesvorsitzender. Er gehörte seit 1973 dem Kreisvorstand der FDP im Kreis Rendsburg-Eckernförde und seit 1974 dem FDP-Landesvorstand Schleswig-Holstein an.
Hadewig gehört dem links-liberalen und ökologischen Flügel seiner Partei an.

## Abgeordneter
Dem Landtag Schleswig-Holstein gehörte Hadewig von 1975 bis 1979 und erneut vom 23. Oktober 1980, als er für Uwe Ronneburger nachrückte, bis 1983 an.
Als Abgeordneter des Schleswig-Holsteinischen Landtages und der Eckernförder Ratsversammlung setzte er sich u. a. gegen Atomkraft, gegen einige Straßen- und Autobahnprojekte, für Umweltschutzmaßnahmen und für die Schaffung so genannter symbolischer „Atomwaffenfreier Zonen“ auf kommunaler Ebene ein. Ein besonderes Verdienst erwarb er sich als erster „Borbyhof-Gegner“ in seiner Eigenschaft als Eckernförder Ratsherr: Seine Kritik (u. a. an der Seriosität von angeblichem Bauherrn und einzelner der vorgesehenen Betreiber und an der Finanzierung) an einem dort Anfang der 1980er Jahre geplanten Bauvorhaben (u. a. Eissporthalle) erwies sich letztendlich nach über zweijähriger Diskussion als richtig (siehe dazu: Geschichte der Stadt Eckernförde).

## Sachbuchautor
Hadewig war Mitautor folgender Sachbücher:
- Waldorfschulen in Not (= Flensburger Hefte. Sonderheft. Nr. 13), Flensburger Hefte, Flensburg 1994, ISBN 3-926841-63-X.
- Erziehung zur Freiheit – in Freiheit. Aktion mündige Schule, Flensburger Hefte, Flensburg 2000, ISBN 3-926841-94-X.